# Daniel Singer
Pour les articles homonymes, voir Singer.
Daniel Singer (26 septembre 1926 à Varsovie - 2 décembre 2000 à Paris) était un journaliste et essayiste d'origine polonaise. 

## Biographie
Juif polonais, Daniel Singer est contraint par le nazisme de fuir à l'âge de 13 ans vers la France. Il échappe à une rafle de policiers français en 1942, et fuit vers la Suisse. Après la guerre, il s'installe à Londres où il rejoint son père, rescapé du goulag. D'abord polonais, puis un temps apatride, il acquiert ensuite la nationalité britannique.
En 1948 il commence sa carrière de journaliste en entrant à The Economist. À partir de 1958, il s'installe en France où il est correspondant pour ce même journal. En 1970 il quitte The Economist pour cause de désaccord politique, et devient correspondant du journal de gauche américain The Nation. Il écrit également pour d'autres titres comme The Times Literary Supplement, le International Herald Tribune, Monthly Review, The New Statesman, The International Socialist Review, et participe à des émissions de la BBC. 
Daniel Singer a écrit plusieurs livres, où apparaissent ses convictions politiques. Il se qualifiait lui-même de « socialiste luxemburgiste », étant issu de la tradition marxiste polonaise, et lui-même particulièrement influencé par Rosa Luxemburg. Selon Gore Vidal, « il avait pour les êtres humains un œil balzacien ».[source insuffisante]